# Appling (Georgia)
Appling település az Amerikai Egyesült Államok Georgia államában, Columbia megyében, melynek megyeszékhelye is. Lakosainak száma 658 fő (2020. április 1.).

## Népesség
A település népességének változása:

| 2017 | 771 |
| 2020 | 658 |